# Horní Dvořiště
Horní Dvořiště è un comune della Repubblica Ceca facente parte del distretto di Český Krumlov, in Boemia Meridionale.